# Vergt

Vergt este o comună în departamentul Dordogne din sud-vestul Franței. În 2009 avea o populație de 1.710 de locuitori.

## Evoluția populației
| An        | 1975  | 1982  | 1990  | 1999  | 2006  | 2009  |
| --------- | ----- | ----- | ----- | ----- | ----- | ----- |
| Populație | 1.369 | 1.419 | 1.422 | 1.512 | 1.698 | 1.710 |